# 고래자리 A
고래자리 A 은하(영어: Cetus A, M77, NGC 1068)은 지구에서 고래자리 방향으로 약 4,700만 광년 떨어진 곳에 있는 막대나선은하이다. 이 은하는 활동 은하핵을 지닌 활동 은하로, 중심핵은 우주 먼지 때문에 가시광선으로는 볼 수 없다. VLBA와 VLA가 먼지와 함께 있는 분자 구름 및 뜨거운 플라스마의 반지름을 전파 영역에서 측정했다. 이후 VLTI에서 은하핵 주위의 뜨거운 먼지의 크기를 중적외선 영역을 통해 측정했다. 메시에 77은 가장 밝은 세이퍼트 은하이며 종류는 2번이고, 강한 전파 은하이다. 메시에 목록에서도 큰 은하 중의 하나로서, 두드러진 은하 중심의 팽대부와 아름다운 나선팔을 보이고 있다. 작은 은하군을 이루고 있다.

## 역사와 발견
고래자리 A 은하(메시에 77)는 1780년 피에르 메생이 발견했는데, 그는 당시 이 천체를 성운으로 묘사했다. 이후 메생은 자신의 연구 결과를 샤를 메시에에게 보냈고 메시에는 이를 메시에 목록에 추가했다. 메시에와 윌리엄 허셜 둘 다 이 은하를 성단으로 묘사했다. 그러나 오늘날 이 천체는 은하로 판명되었다.

## 고래자리 A 은하군
M77은 작은 은하군을 이루고 있는데, 이 은하군을 NGC 1068 은하군(NGC 1068 Group)이라고 한다. 이에 속한 은하들은 NGC 1055(Sb형), NGC 1073(SABc형), UGC 2161(DDO 27, Im형), UGC 2275(DDO 28, Sm형, 나선은하와 불규칙은하의 중간형), UGC 2302(DDO 29, Sm형), UGCA 44(Irr형), Markarian 600(SBc형)이 있다. 이웃한 배경은하로서 NGC 1087(Sc형), NGC 1090(SBc형), NGC 1094(SABb형)이 있다.

## X선 방출
고래자리 A 은하에서 X선 방출을 하는 천체인 1H 0024+041이 확인되었다.

## 같이 보기
- 메시에 천체 목록